# بژوسکا
بژوسکا (به لهستانی:  Brzuska) یک روستا در لهستان است که در گمینا بیرچا واقع شده‌است.

## نگارخانه

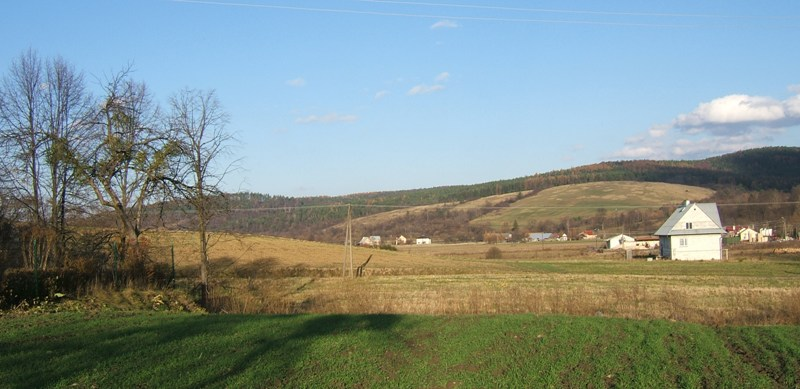
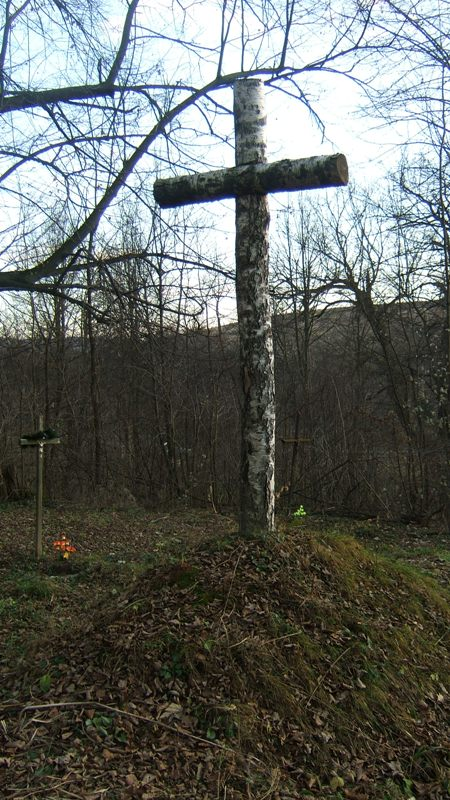
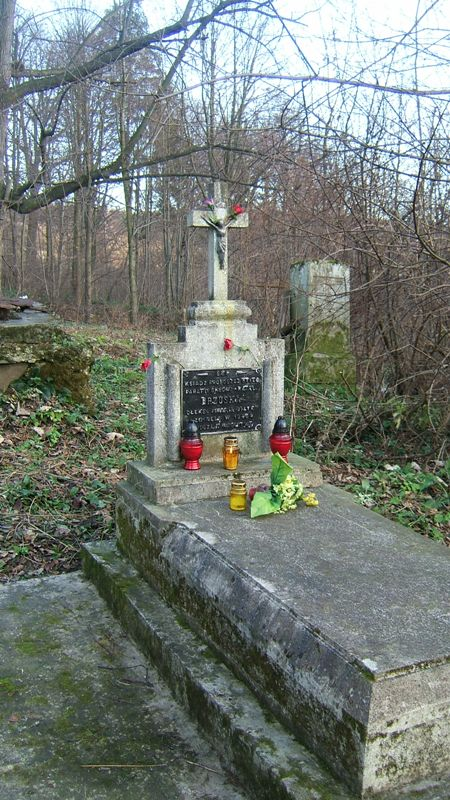
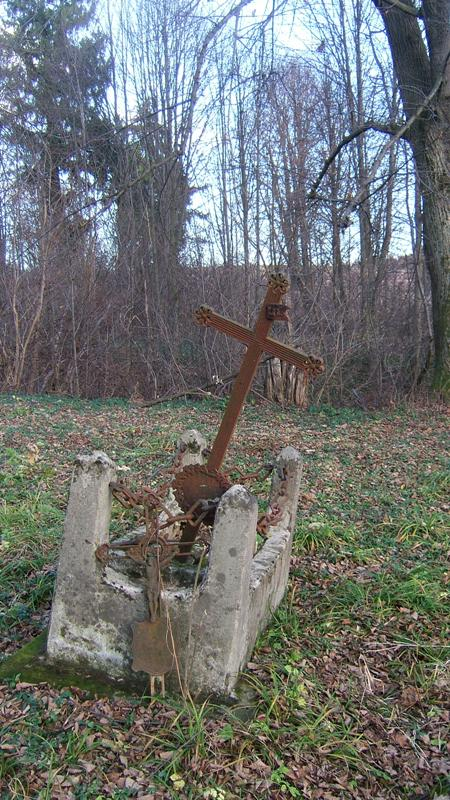